# Niansanarié
Niansanarié è un comune rurale del Mali facente parte del circondario di Djenné, nella regione di Mopti.
Il comune è composto da 6 nuclei abitati:
- Flaco
- Kéké (centro principale)
- M'Biabougou
- Manta
- N'Djibougou
- N'Golla